# وارشام بورانیان
وارشام هاروتیونی بورانیان (ارمنی: Վարշամ Հարությունի Բորանյան؛ زادهٔ ۴ آوریل ۱۹۸۸) یک کشتی‌گیر در رشته کشتی فرنگی اهل ارمنستان است. که در مسابقات قهرمانی کشتی اروپا در مجموع برندهٔ ۱ مدال طلا شده‌است.